# Al-Abbas ibn al-Hasan al-Dżardżara’i
Al-Abbas ibn al-Hasan al-Dżardżara’i (arab. ‏العباس بن الحسن بن أيوب الجرجرائي‎) – wyższy urzędnik Abbasydów i wezyr za czasów kalifatu Al-Muktafiego.

## Biografia
Pochodził z miejscowości Dżardżaraja, na południe od Bagdadu. Swoją karierę jako prywatny sekretarz rozpoczął u boku Al-Kasima ibn Ubajd Allaha, ówczesnego wezyra. Gdy ten zmarł w październiku 904 roku, kalif Al-Muktafi mianował Abbasa należycie następnym wezyrem.
Gdy Al-Muktafi zmarł w 908 roku, Abbas i inni urzędnicy musieli zdecydować, kto ma zostać jego następcą. Decyzja padła na trzynastoletniego brata poprzedniego kalifa, Dżafara, który przyjął imię Al-Muktadir.
W grudniu 908 roku został w Bagdadzie rozpętany bunt pod wodzą Dżarrahidów i Hamdanidów, którego celem było osadzenie na jego miejscu jego dojrzalszego i doświadczonego wujka Abd Allaha ibn al-Mu’tazza. Zanim bunt ostatecznie upadł, rebelianci zdołali zabić Abbasa.